# Pont du Diable (Olargues)

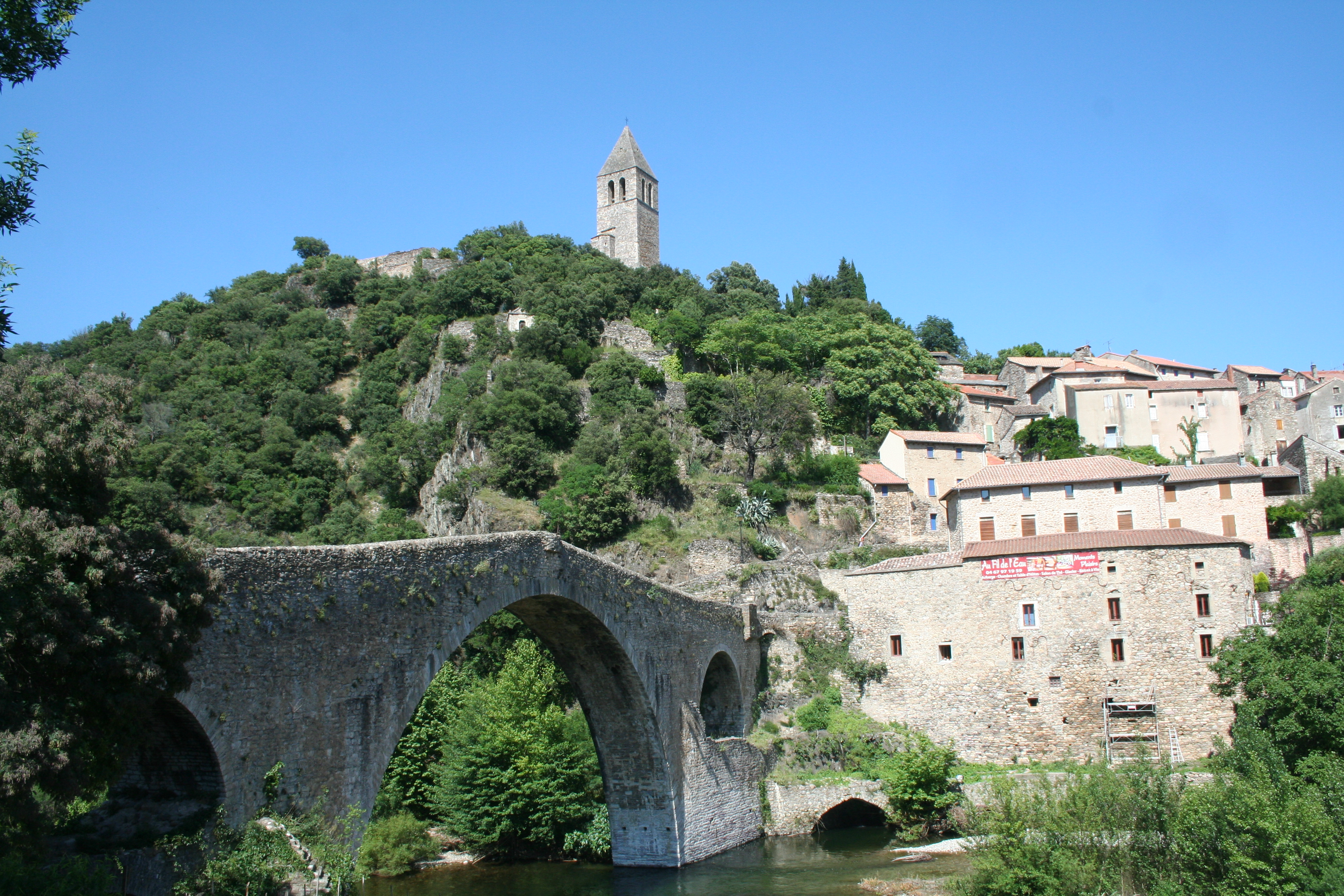
Pont du Diable in Olargues

Die Pont du Diable (deutsch: Teufelsbrücke) in der südfranzösischen Gemeinde Olargues, Region Okzitanien, Département Hérault, ist eine einbogige Steinbrücke und überspannt den Fluss Jaur.

## Geschichte
Die Errichtung der Brücke gegen Ende des 12. Jahrhunderts fand zu einem Zeitpunkt statt, als die Gemeinde durch ihre günstige Lage zwischen Toulouse und Nimes langsam an Bedeutung gewann. Ungünstige örtliche Gegebenheiten und große finanzielle Aufwendungen, die die Errichtung der Brücke zu einem Wagnis machten, ließen die Bürger von Olargues an die Mithilfe des Teufels beim Bau der Brücke glauben. Da die Mithilfe des Teufels, so die Legende, nur mit einer List erreicht werden konnte, hat sich die Freude über das Gelingen des Bauwerks und das Bezwingen des Teufels im Namen der Brücke erhalten.
Die Pont du Diable in Olargues wurde 1916 als Monument historique unter Denkmalschutz gestellt.

## Konstruktion und Daten
- Breite: 3 m
- Spannweite Hauptbogen: 32,60 m
- Erbaut: Ende 12. Jahrhundert